# Gaukönigshofen
Gaukönigshofen este o comună din landul Bavaria, Germania.